# DVS-Koto Misi
DVS-Koto Misi is een badmintonvereniging uit Utrecht (stad). DVS-Koto Misi is ontstaan uit een fusie van BC DVS en Koto Misi in 2006. DVS, de oudste van de twee fusieverenigingen, is opgericht op 12 december 1964. De vereniging speelt in sporthal Hoograven in de wijk Hoograven en sportzaal Hart van Noord in de wijk Kanaleneiland te Utrecht.
Het eerste team van de vereniging komt uit in de vierde divisie.

## Geschiedenis
DVS staat voor Dokter de Visserschool, een voormalige middelbare school in Utrecht. De scholieren startten in een gymzaal onder leiding van een aantal leerkrachten met een badmintonvereniging. Hierdoor waren er bijna alleen maar jeugdleden. Deze gymzaal was gelegen aan de Reitdiepstraat. Jaren geleden hebben ze deze plek uit financieel oogpunt ingeruild voor sporthal Hoograven.
Koto misi is in het Sranantongo een pop (koto is rok, misi is vrouw). De club is opgericht door een aantal Surinaamse vrienden die regelmatig bij elkaar kwamen. In eerste instantie heette de club De Shuttle, maar is later veranderd in Koto Misi toen ze zich bij de Badminton Nederland aansloten. Begonnen in een kleine gymzaal in de Van Arkelstraat, werd dat al snel sporthal Lunetten. Daar werd tot 2016 gespeeld.